# Rodina, Luzzara, Itálie
Rodina, Luzzara, Itálie je černobílá fotografie Paula Stranda, pořízená v roce 1953. Vznikla během pětiměsíčního pobytu v Luzzaře v údolí řeky Pád v severní Itálii, v rodišti jeho přítele, scenáristy Cesare Zavattiniho, což bylo zdokumentováno v knize Un Paese (1955), ilustrované jeho fotografiemi a Zavattiniho textem. Strandova série fotografií zachycuje útrapy a těžké životní podmínky tehdejšího venkova v Itálii a přímo souvisí s estetikou neorealismu, jehož byl Zavattini v kinematografii představitelem.

## Popis
Strand portrétoval rodinu farmářských nájemníků Lusettiových, kteří žili v Luzzaře. Matka rodiny, toho času vdova, byla vyfotografována se svými pěti přeživšími syny z osmi. O jejich skromném stavu svědčí špatný vzhled domu jejich rodiny. Matka rodiny je zobrazena zarámovaná ve dveřích, jak se dívá přímo na diváka, zatímco jeden z jejích synů se objevuje z profilu a dívá se jejím směrem. Před ním se objevuje jeden z jeho bratrů se zkříženýma rukama, sedící a zároveň se dívá na diváka. Po jeho levici se další bratr dívá na opačnou stranu. Vpravo je vidět jeden z bratrů Lusettiových s rukama v kapsách a s kloboukem na hlavě před jízdním kolem, zřejmě v meditativní póze. Druhý bratr je vyobrazen na levé straně fotografie, rovněž s rukama na kapsách, zatímco se dívá mimo rám obrazu. O jejich skromném stavu svědčí skutečnost, že tři ze čtyř Lusettiových, jejichž nohy jsou zobrazeny, jsou bosé, zatímco pouze jeden nosí sandály.  Internetová stránka Minneapolis Institute of Art uvádí, že „autorův kontemplativní skupinový portrét vyjadřuje individualitu každého člena rodiny pózovaného u dveří do jejich domova“.

## Trh s uměním
Dne 6. dubna 2016 se v Christie's New York prodal jeden tisk The Family, Luzzara, Itálie za 461 000 amerických dolarů.

## Veřejné sbírky
Tisky této fotografie jsou v několika veřejných sbírkách, včetně Muzea moderního umění v New Yorku, Národní galerie umění, Washington, DC, Institutu umění v Chicagu, Muzeua umění ve Filadelfii, Muzea výtvarného umění, v Bostonu, George Eastman House, v Rochesteru, New York, Clevelandského muzea umění, Galerie umění Yaleovy univerzity, Hallmark Photographic Collection, v Nelson-Atkins Museum of Art v Kansas City, Sanfranciského muzea moderního umění a Muzea amerického umění Amona Cartera, ve Fort Worth.